# Malaxis laciniosa
Malaxis laciniosa är en orkidéart som först beskrevs av Henry Nicholas Ridley, och fick sitt nu gällande namn av Oakes Ames. Malaxis laciniosa ingår i släktet knottblomstersläktet, och familjen orkidéer. Inga underarter finns listade i Catalogue of Life.